# Сариле (Бузау)
Сариле (рум. Sările) насеље је у Румунији у округу Бузау у општини Бисока. Oпштина се налази на надморској висини од 590 m.

## Становништво
Према подацима из 2002. године у насељу је живело 586 становника, од којих су сви румунске националности.